# Fóios
Fóios is een plaats (freguesia) in de Portugese gemeente Sabugal en telt 410 inwoners (2001).